# Zh (диграф)
Zh, zh — диграф, используемый в ряде неродственных языков на основе латинской графики для передачи звуков и дифтонгов.
В английском, албанском и ряде языков североамериканских индейцев (таких как потаватоми, гвичин, тутчоне, хан и др.) этот диграф используется для передачи звонкого постальвеолярного спиранта, обозначаемого /ʒ/. Причём в английском языке он служит лишь для транслитерации славянских имён собственных, например: Georgy Zhukov /georgij ʒukov/, Zhitomir /ʒitomir/. В этих языках диграф используется для транслитерации кириллической Ж.
В бретонском языке, ввиду неоднородности его диалектов, наблюдается разночтение этого диграфа. Согласно так называемому «объединённому» варианту орфографии, zh обозначает звонкий альвеолярный спирант (/z/) в корнуайском, леонском и трегорском диалектах и глухой глоттальный спирант (/h/) — в ваннском.
Пиньинь — система передачи китайских имён и названий латинской графикой — использует буквосочетание zh для обозначения глухой ретрофлексной аффрикаты (/ꭧ/) в некоторых диалектах (/ꭦ/) , например: Zhao Ziyang /tʂao ʣijaŋ/, Guangzhou /guaŋꭦoʊ/.
В проекте реформы русской азбуки Н. Засядко использовался для замены кириллической Ж.